# Annette Brix
Annette Brix (født 1958 i Fredericia) er en dansk billedkunstner og keramiker.
Hun har blandt andet udsmykket Aarhus Katedralskoles facade, samt flere offentlige institutioner, bl.a. en 2x3 meter stor glasmosaik på Århus Amtscentral for Undevisningsmidler, med titlen Ragnarok.